# Diego Clemente López
Diego Clemente López (Miranda de Ebro, 1975) es un biólogo, investigador, profesor y divulgador científico español, doctor en biología por la Universidad de Salamanca. En 2017 el grupo de investigación que dirige Diego Clemente publicó un estudio donde demostraba el frenado del avance de la esclerosis múltiple en ratones

## Biografía
Diego Clemente se licenció (cum laude) en Ciencias Biológicas en 1998 y  obtuvo su doctorado en Biología (sobresaliente cum laude) en 2003, en ambos casos por la Universidad de Salamanca, obteniendo  además el Premio Extraordinario de Doctorado. 
Desde el año 1999 lleva estudiando el sistema nervioso central desde diferentes perspectivas biológicas y particularmente la esclerosis múltiple desde el año 2004. Desde 2015 dirige su propio grupo, siendo Investigador Principal del Laboratorio de Neuroinmuno-Reparación del Hospital Nacional de Parapléjicos de Toledo (España).
Es miembro de la Red Española de Esclerosis Múltiple, de la Sociedad Española de Neurociencia, de la Sociedad Internacional de Neuroinmunología, de la Junta Directiva de la Red Glial Española y del Comité Mujeres en Neurociencia de la Sociedad Española de Neurociencia. 
Además de su faceta de investigación, Diego Clemente es profesor habitual del máster en Neurociencias de la Universidad Autónoma de Madrid, y en el máster en Investigación en Inmunología de la Universidad Complutense de Madrid. También ha participado de  manera puntual en el máster en Neurociencia de la Universidad Complutense, en el máster en Neuroinmunología del Centro de Esclerosis Múltiple de Cataluña (CEMCAT) y en el máster en Neurociencias y Biología del Comportamiento de la Universidad Pablo de Olavide. 
Se une su faceta de divulgador científico con conferencias científicas en Madrid, Barcelona, Tarragona, Salamanca, Miranda de Ebro, Granada, Caen (Francia) y Varsovia (Polonia).

## Premios y distinciones
- 2003 - Premio Extraordinario de Doctorado.